# Jesau (Kamenz)

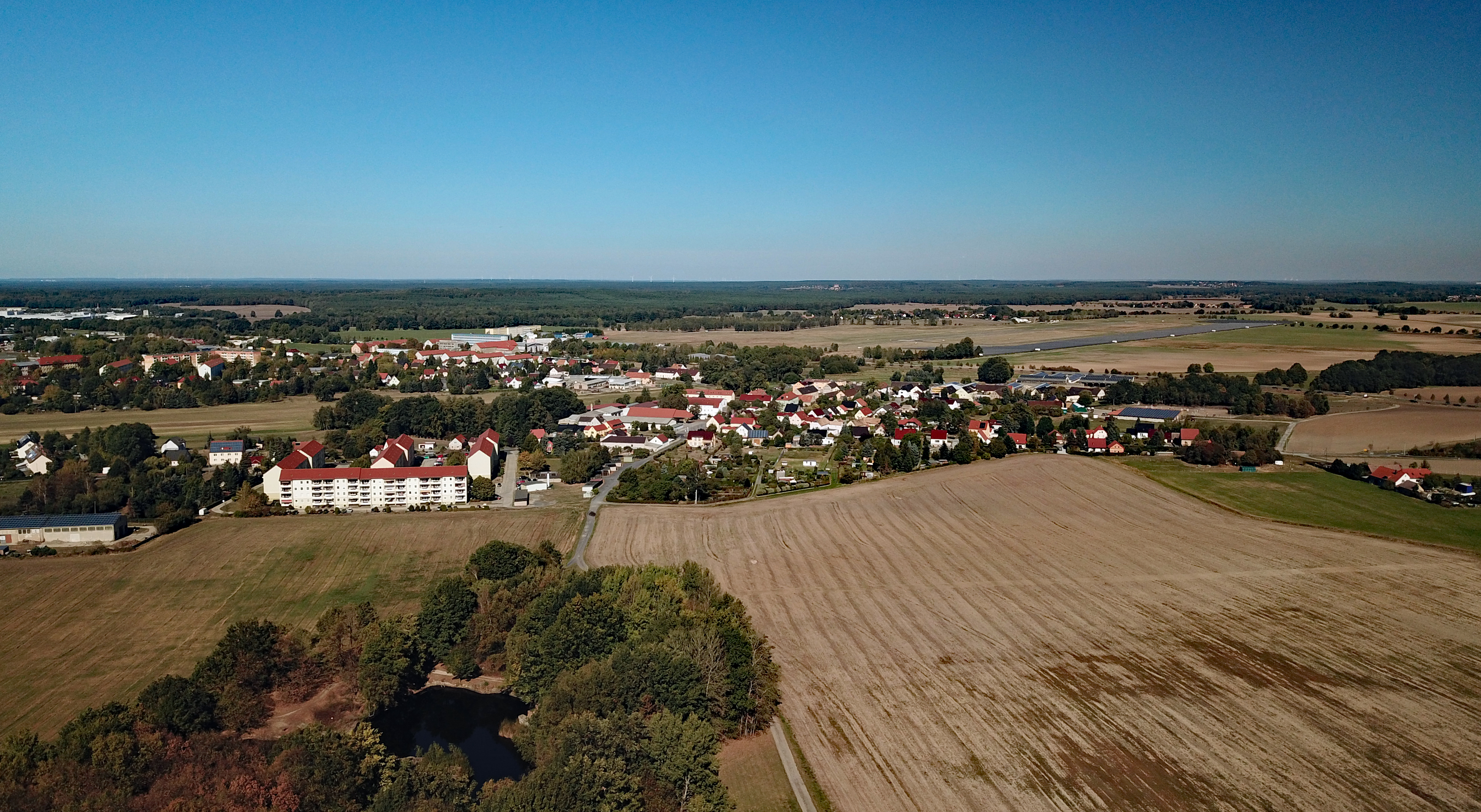
Luftbild

Jesau, obersorbisch Jěžowⓘ, ist ein Ortsteil der Stadt Kamenz im sächsischen Landkreis Bautzen.

## Geografie und Verkehrsanbindung
Der Ortsteil Jesau liegt östlich der Kamenzer Innenstadt am Westrand des offiziellen sorbischen Siedlungsgebiets in der Oberlausitz. Westlich verläuft die S 95, nördlich und östlich die S 94, östlich die S 97 und südwestlich die S 100. Am nordwestlichen Ortsrand fließt die Schwarze Elster, ein 179 km langer rechter Nebenfluss der Elbe.

## Geschichte
Im Jahr 1935 wurde Jesau nach Kamenz eingemeindet.